# Fortaleza Vieja de Livorno
La Fortaleza Vieja de Livorno (en italiano: Fortezza Vecchia di Livorno) es un castillo situado en Livorno, Italia. Es la construcción sucesora de un fuerte medieval erigido por la ciudad de Pisa en la ubicación de un torreón aún más antiguo (elevado por la Condesa Matilde de Toscana en el siglo XI), que quedó incorporado dentro del fuerte construido por los pisanos.
El castillo ha sido descrito como "símbolo del Livorno Mediceo". Está localizado en la Dársena Medicea, o muelle viejo del puerto de Livorno, construido por la familia Médici. La ceremonia en la que se proclamó ciudad a Livorno tuvo lugar dentro de la fortaleza el 19 de marzo de 1606.

## Historia

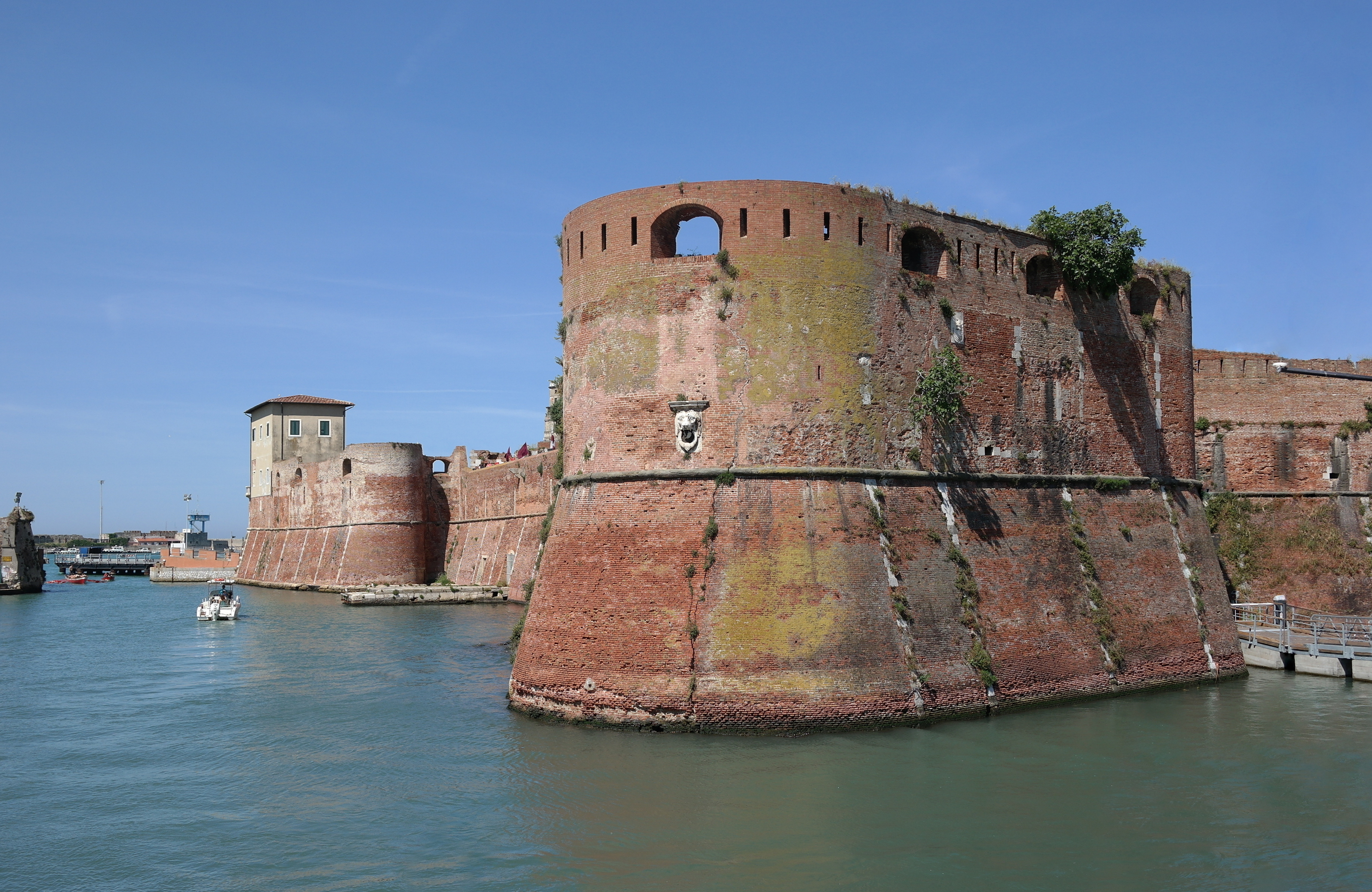
Bastión de l'Ampolletta. Al fondo, el de Canaviglia

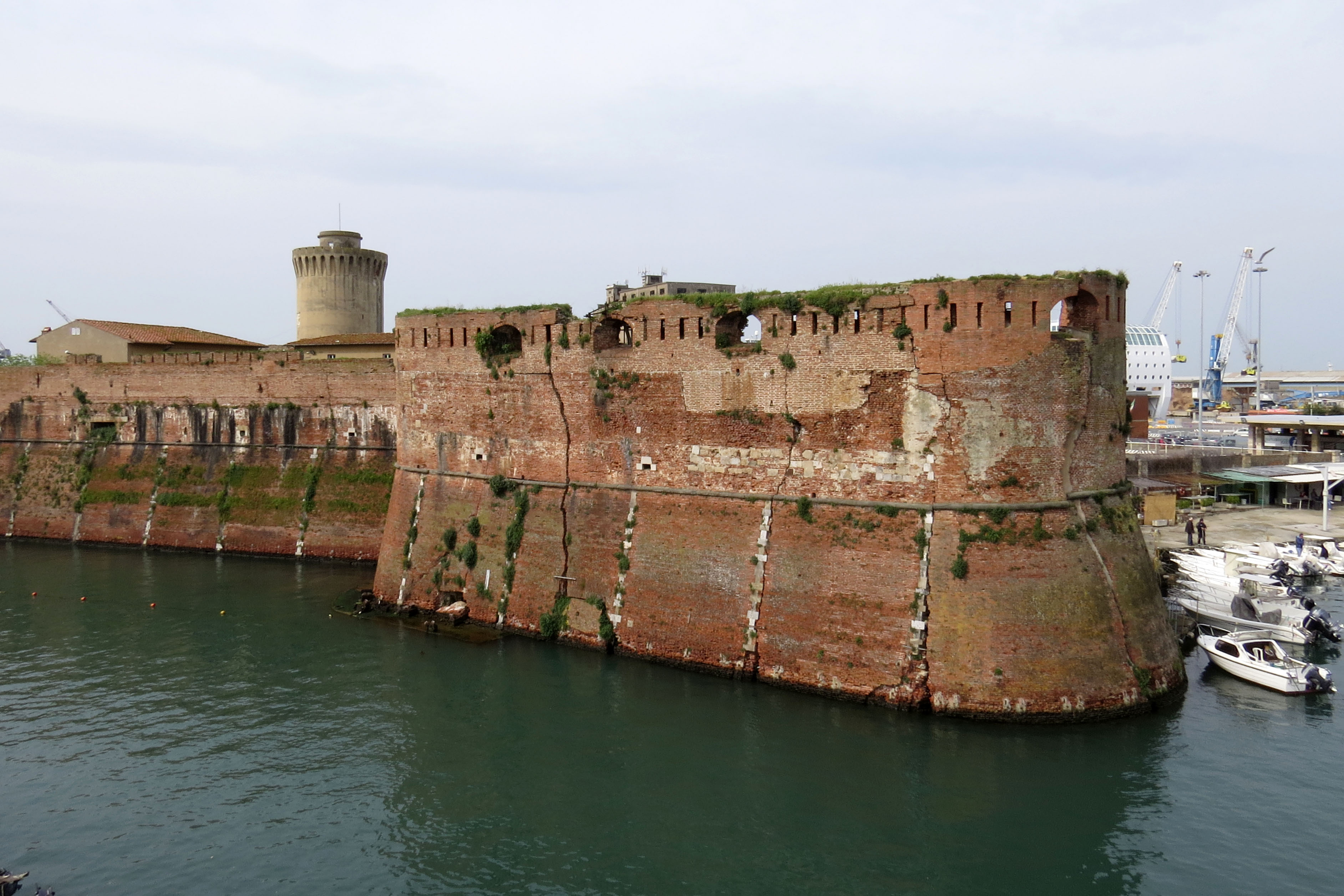
Torre Capitana con la Torre de Matilde al fondo

Los planes para construir el castillo comenzaron con Cosme I de Médici en 1519. La obra se concluyó bajo el gobierno de Alejandro de Médici en 1534.
Según cita una fuente, el castillo fue construido entre 1521 y 1534 por Antonio da Sangallo el Viejo. Antonio da Sangallo el Joven es también citado por otra fuente como el constructor del fuerte. La fortaleza contiene los restos del más antiguo fuerte construido por Pisa y la torre de siglo XI construida por Matilde (Mastio di Matilde, o Mastio della Contessa Matilde), restaurada posteriormente.
El castillo construido por los Pisanos en 1377 se denomina Quadratura dei Pisani y es atribuido a Puccio di Landuccio. La iglesia de la fortaleza está dedicada a Francisco de Asís. El castillo viejo a su vez también contiene las ruinas de un antiguo castro romano. La fortaleza vieja tiene tres bastiones y dos puertas principales. El bastión más cercano a tierra se llama Ampolletta, el bastión más cercano al puerto es el Canaviglia y la tercera torre, la Capitana, está en el lado nororiental del fuerte.
El 24 de abril de 1589, Cristina de Lorena llegó a Livorno por mar tomando parte en las celebraciones de su boda con Fernando I de Toscana, desembarcando en la Fortezza Vecchia mediante un puente levadizo. El 19 de marzo de 1606 Fernando concedió a Livorno el título de "ciudad" en una ceremonia que tuvo lugar dentro de la fortaleza. La población de Livorno en aquella época era de unos 3.000 habitantes.

## Fortezza Nuova

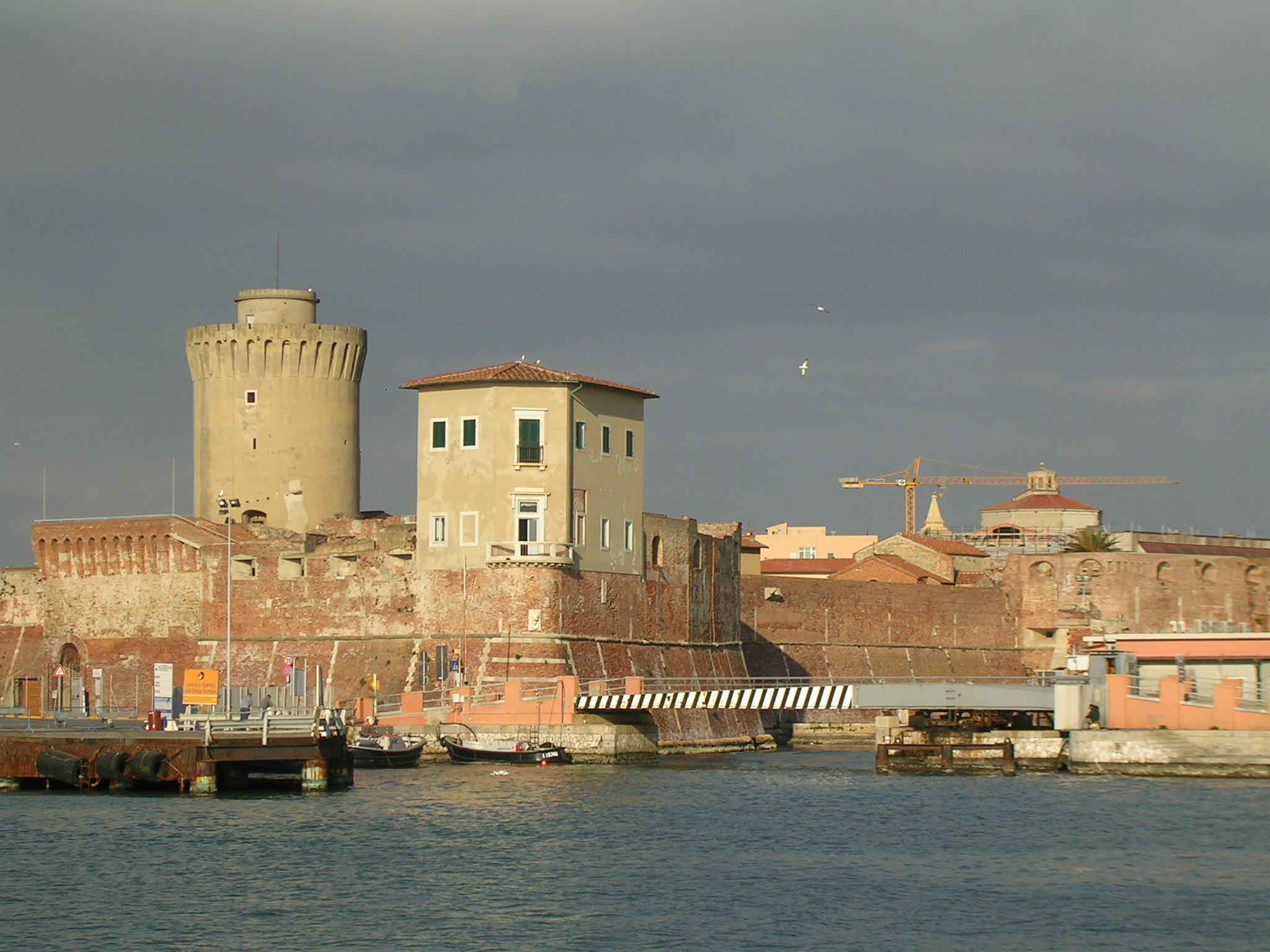
El bastión Caraviglia con la torre de Matilde a la izquierda

Décadas después de la construcción del viejo fuerte, las fortificaciones de Livorno fueron ampliadas, dándose paso a los trabajos para levantar una nueva fortaleza, denominada Fortezza Nuova. Venecianos y residentes de Livorno construyeron un sistema de canales para conectar los dos fuertes. Actualmente las lanchas de la Guardia Costera italiana y la policía de aduanas utilizan un fondeadero situado en el canal principal existente entre los dos fuertes.
Con anterioridad a la construcción de un puente fijo entre el castillo y la costa, el fuerte estuvo rodeado por el mar y solo era accesible mediante un puente de barcas. La fortaleza vieja es por su antigüedad el más significativo de los dos castillos, mientras que la Fortezza Nuova ha sido descrita como el "más grande y más interesante" de los dos fuertes.
En el siglo XIX el fuerte se transformó en prisión durante el Risorgimento, donde fueron recluidos prisioneros políticos italianos como Francesco Domenico Guerrazzi. La fortaleza vieja sufrió graves daños durante la Segunda Guerra Mundial, siendo posteriormente reconstruida tras el conflicto.

## Experimento científico
El 2 de abril de 1662, un experimento diseñado para probar el principio de Galileo de la independencia de movimientos durante el lanzamiento de un proyectil, se realizó en la fortaleza vieja. El experimento fue llevado a cabo por miembros de la Accademia del Cimento. El experimento incluía dos bolas de cañón, una utilizada como proyectil de un cañón, mientras que la otra era verticalmente suspendida. El cañón estaba colocado en el Mastio di Matilde, la torre de la fortaleza vieja,
Para iniciciar simultánea de movimiento de las dos bolas, una de ellas estaba suspendida de una cuerda que colgaba por delante del morro del cañón. Cuando se disparó el cañón, la bola impulsada por la pólvora rompió la cuerda de suspensión de la otra, iniciando ambas su movimiento simultáneamente. El experimento trataba de demostrar que las dos bolas alcanzarían el suelo simultáneamente. Debido a errores experimentales, los resultados, a pesar de que cercanos a la predicción de Galileo, no fueron considerados concluyentes por los académicos.